# San Gregorio Matese
San Gregorio Matese é uma comuna italiana da região da Campania, província de Caserta, com cerca de 1.057 habitantes. Estende-se por uma área de 56 km², tendo uma densidade populacional de 19 hab/km². Faz fronteira com Bojano (CB), Campochiaro (CB), Castello del Matese, Letino, Piedimonte Matese, Raviscanina, Roccamandolfi (IS), San Massimo (CB), San Polo Matese (CB), Sant'Angelo d'Alife, Valle Agricola.

## Demografia
| Variação demográfica do município entre 1861 e 2011                               |
|                                                                                   |
| Fonte: Istituto Nazionale di Statistica (ISTAT) - Elaboração gráfica da Wikipedia |